# 点叶落地梅
点叶落地梅（学名：Lysimachia punctatilimba）为报春花科珍珠菜属的植物，为中国的特有植物。分布于中国大陆的湖北、云南等地，生长于海拔1,300米至1,800米的地区，多生在山坡密林下以及溪边，目前尚未由人工引种栽培。